# Jefferson Moffitt
Jefferson Moffitt (17 de dezembro de 1887 — 8 de abril de 1954) foi um diretor de cinema e roteirista norte-americano. Ele escreveu os roteiros para 84 filmes entre 1923 e 1953.
Moffitt nasceu em Oakland, Califórnia e faleceu em Los Angeles, Califórnia.